# Be-Boy Kidnapp’n Idol
Be-Boy Kidnapp'n Idol (im Original in Versalien geschrieben) ist eine Original Video Animation von Studio AIC von 1989. Sie handelt von der Entführung eines jungen Sängers durch einen Musikproduzenten und ist in die Genres Shōnen-ai und Krimi einzuordnen.

## Inhalt
Der 15-jährige Kazuya Shinohara (志乃原 和也) ist ein erfolgreicher Sänger (Japanisches Idol), der von vielen Mädchen begehrt wird. Er wohnt bei seinem Freund Akihiko Kudō (工藤 秋彦), den er seit langem kennt und der sich um den kindischen Kazuya kümmert. Akihiko ist zwar oft kühl und reserviert, sorgt sich aber sehr um seinen Freund. Nachdem sie sich gestritten haben, werden die beiden entführt. In der misslichen Lage, eingesperrt in einer Lagerhalle, gesteht Akihiko, dass er sich in Kazuya verliebt hat.
Kazuya soll dazu gezwungen werden, einem neuen Vertrag mit einem anderen Management abzuschließen. Dieses Unternehmen ist bereits für diese Praxis berüchtigt, und dafür, die Musiker nach einem Jahr wieder fallen zu lassen. Doch der Präsident zeigt auch ein sexuelles Interesse an Kazuya. Einer der Entführer hilft aber Akihiko, zu entkommen und Kazuya zu retten, kurz bevor dieser vergewaltigt wird. Schließlich können beide fliehen.

## Produktion und Veröffentlichung
Die 26 Minuten lange OVA wurde 1989 von AIC unter der Regie von Kenichi Yatagai produziert. Das Drehbuch schrieb Michiko Onuki. Das Charakterdesign wurde von Kazumi Ohya entworfen und von Naoyuki Onda für die Animation bearbeitet. Die Musik komponierte Shuji Uchiyama.
Der Anime wurde am 28. Februar 1989 auf VHS in Japan veröffentlicht.

## Synchronisation
| Rolle            | japanischer Sprecher (Seiyū) |
| ---------------- | ---------------------------- |
| Shinohara Kazuya | Nozomu Sasaki                |
| Akihiko Kudō     | Takeshi Kusao                |
| Kō Umiura        | Shō Hayami                   |

## Rezeption
In der Anime Encyclopedia wird der Anime als „komisches Abenteuer“ zweier Jungen bezeichnet, das sich vor allem wegen der bekannten Synchronsprecher der beiden Hauptrollen verkauft habe, die hier in untypischen, romantischen Rollen auftreten.